# Schwibbogentor

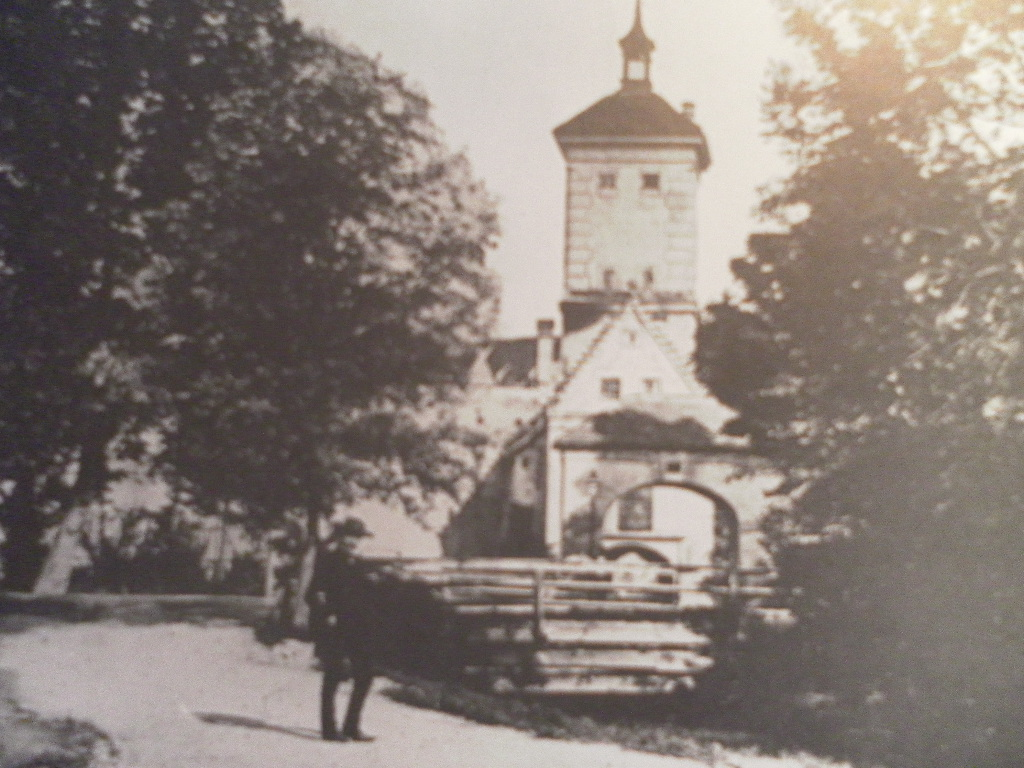
Das Schwibbogentor im Jahre 1865

Das Schwibbogentor war ein Stadttor der ehemaligen Ringmauer von Augsburg. Es befand sich im Südosten der Altstadt an der Stelle, wo ein Lechkanal, der Schwalllech, mittels einer Schwibbogenbrücke als Aquädukt über den Stadtgraben hinweg in die Stadt hinein geleitet wurde. 
Die erste urkundliche Erwähnung des Schwibbogentores stammt aus dem Jahre 1322, in dem das Tor als Stadtausgang in Richtung Friedberg bzw. München diente. 1369 wurde das Stadttor abgebrochen und durch einen größeren Neubau mit Vortor ersetzt. Im 17. Jahrhundert wurde der Turm erneuert und an den Baustil von Elias Holl angelehnt, wobei dieser nicht am Umbau beteiligt war. 1867 wurde das Schwibbogentor, wie einige andere Tore in Augsburg, aufgrund des gestiegenen Verkehrsaufkommens im Rahmen der Entfestung der Stadt abgebrochen.
Der Schwalllech fließt heute an dieser Stelle unter der Straße hindurch und kommt in der Schwibbogengasse wieder ans Tageslicht.